# Собчук Богдан Антонович

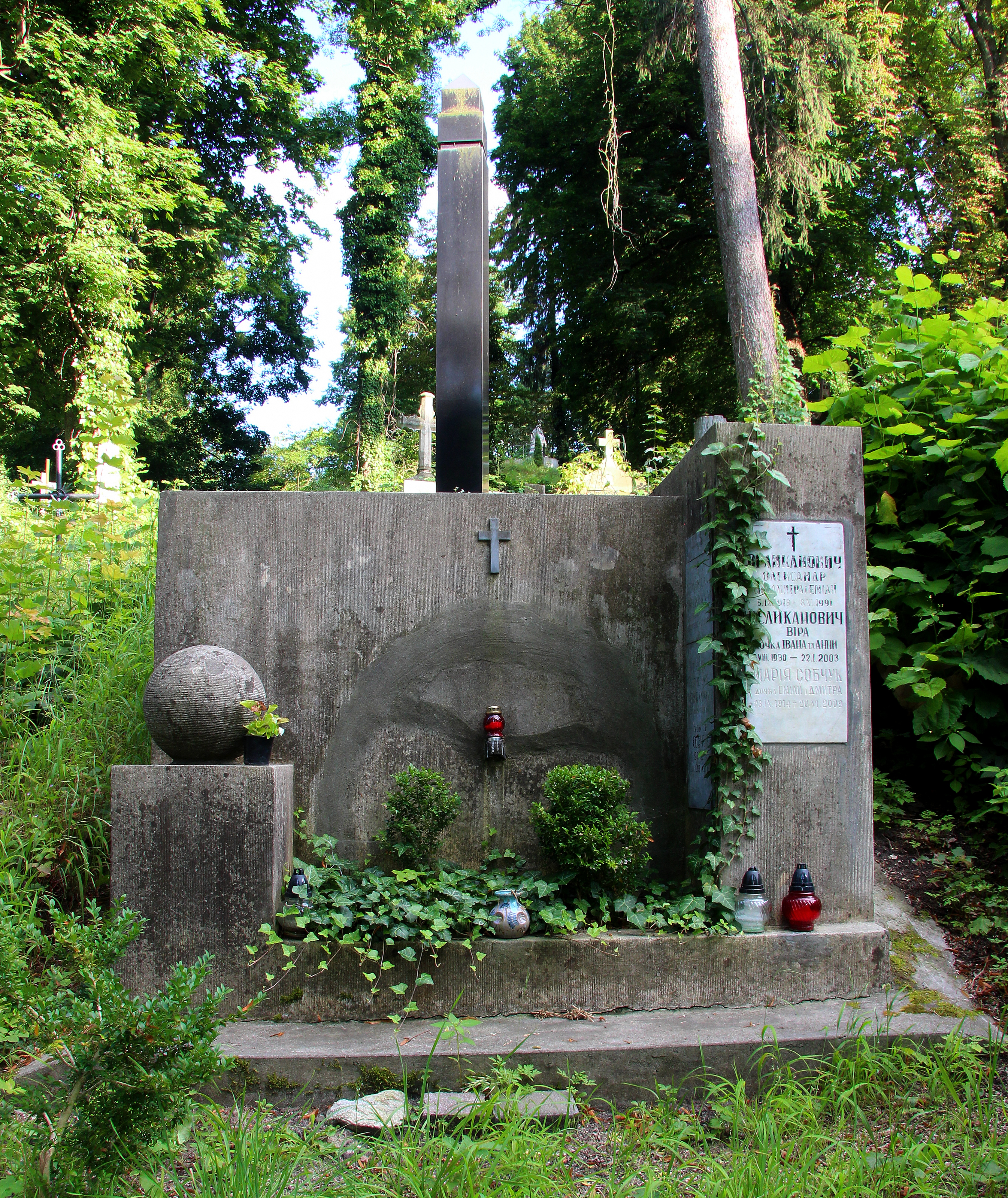

Богда́н Анто́нович Собчу́к (15 березня 1909, Стрий — 9 квітня 1974, Львів) — професор, завідувач кафедри біохімії Львівського медичного інституту. Закінчив медичний факультет Львівського університету (1933).

## Життєвий шлях
Народжений в м. Стрий, Львівської обл. Мати — Владислава Собчук. Батько Антон Собчук — гімназіальний професор математики.
Закінчив гімназію в Дрогобичі в 1925 р. і поступив у Львівський університет на медичний факультет. З перших лекцій захопився біохімією, якій і присвятив потім свою наукову роботу.
- асистент кафедри біохімії Львівського університету (1933–1936);
- асистент кафедри фізіології Львівської академії ветеринарної медицини (1936–1938);
- приватна практика у місті Тернополі (1939–1940);
- доцент кафедри тваринництва сільськогосподарського факультету Львівського політехнічного інституту (1940–1941);
- доцент кафедри біохімії медико-природничих фахових курсів у Львові (1942–1944);
- завідувач кафедри біохімії Львівського медичного інституту (1944–1973).

Доктор медицини (1937) Кандидат медичних наук (1946), доцент (1949), доктор біологічних наук (1960), професор (1961).
Помер у Львові 9 квітня 1974 року. Похований на Личаківському цвинтарі, поле № 16.